# Sara Montpetit
Pour les articles homonymes, voir Montpetit.
Sara Montpetit, née en 2001, est une actrice et militante écologiste québécoise,.

## Formation et carrière
Elle s'est d'abord inscrite à l’école Robert Gravel (une école secondaire spécialisée en art dramatique), puis complète sa formation au Cégep de Saint-Laurent.
Elle tient le premier rôle dans le film Maria Chapdelaine sorti en 2021, pour lequel elle obtient le prix Iris de la révélation de l'année au 24e gala Québec Cinéma.  Après ce premier rôle, Sara Montpetit est engagée en 2021 dans la distribution du film Falcon Lake de Charlotte Le Bon, présenté en avant-première au festival de Cannes 2022.

## Filmographie

### Cinéma
- 2021 : Maria Chapdelaine : Maria Chapdelaine
- 2022 : Falcon Lake de Charlotte Le Bon : Chloé
- 2023 : Vampire humaniste cherche suicidaire consentant d'Ariane Louis-Seize : Sasha

## Distinctions

### Récompenses
- Gala Québec Cinéma 2022 : prix Iris de la révélation de l'année pour Maria Chapdelaine[3]